# Monte Farinha
O Monte Farinha (ou Farinho) é uma montanha do distrito de Vila Real, com uma altitude de 947 metros, proeminência topográfica de 147 metros e isolamento de 5,54 km. No seu topo, conhecido como Alto da Senhora da Graça, localiza-se o Santuário de Nossa Senhora da Graça e a vila de Mondim de Basto situa-se no seu sopé.
No topo do monte poderá ter existido em tempos a cidade de Cinínia, onde pontificava a tribo dos Tamecanos, antes das legiões romanas sob o comando do cônsul Décimo Júnio Bruto invadirem e conquistarem todas estas terras no século II a.C., forçando as tribos da montanha a mudarem-se para as terras baixas.
A ascensão ao Alto da Senhora da Graça, por uma estrada com inclinações até 12%, é famosa pela habitual presença na Volta a Portugal em Bicicleta.

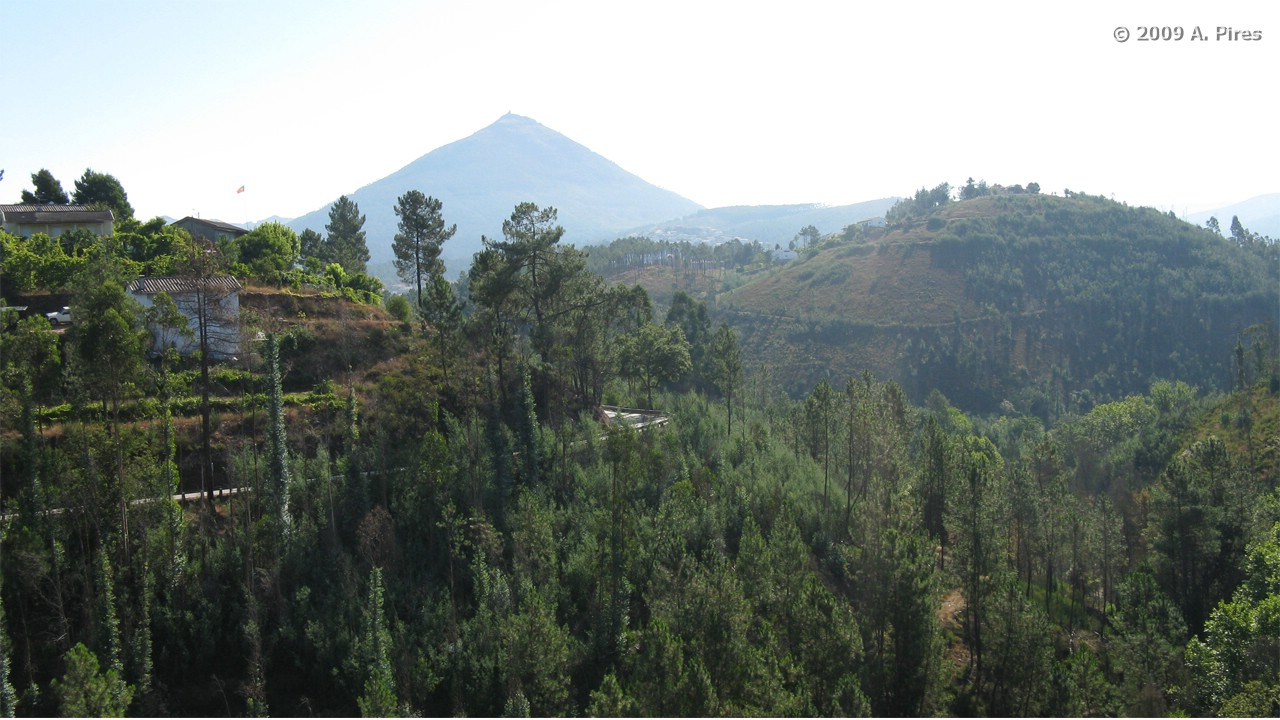
O Monte Farinha (na foto, ao fundo).

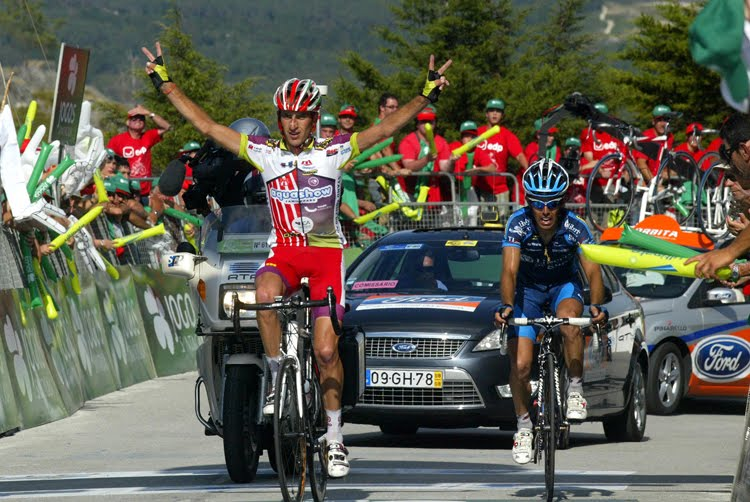
O Alto de Nossa Senhora da Graça ganha visibilidade mediática aquando da Volta a Portugal em Bicicleta.